# Grande veine cérébrale
Pour les articles homonymes, voir Veine de Galien.
La grande veine cérébrale est l'un des gros vaisseaux sanguins du crâne drainant le télencéphale. Elle est également connue sous le nom de la grande veine de Galien, du nom de son découvreur, le médecin grec Galien. Cependant, ce n'est pas la seule veine avec cet éponyme.

## Structure
La veine de Galien (la grande veine cérébrale) est constitué par la réunion des deux veines cérébrales internes et des deux veines cérébrales basales (ou de Rosenthal).
La longueur de la grande veine cérébrale de Galien est de 0,15 à 4,2 cm.

## Importance clinique

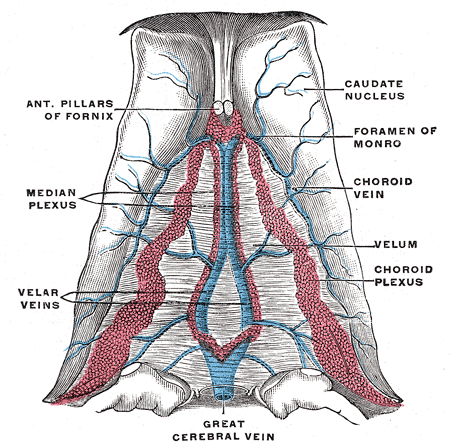
Schéma des deux veines cérébrales internes se rejoignant pour former la grande veine cérébrale.

### Malformations
La plupart des affections associées à la grande veine cérébrale sont dues à des malformations congénitales. L'anévrisme de la veine de Galien est la forme la plus fréquente des malformations cérébro-vasculaires symptomatiques chez les nouveau-nés et les nourrissons. La présence et l'emplacement des angiomes sont très variables et ne suivent aucun schéma prévisible. La malformation congénitale se développe au cours des semaines 6 à 11 du développement fœtal sous la forme d'une veine prosencéphalique embryonnaire persistante de Markowski ; ainsi, le terme médical désignant cet anévrisme est en fait impropre puisque c'est la veine de Markowski se jette dans la veine de Galien.

### Agénésie
L'absence de la grande veine cérébrale est une maladie congénitale. Les veines cérébrales profondes du cerveau se drainent normalement par la grande veine cérébrale. En son absence, les veines du diencéphale et des noyaux gris centraux se drainent latéralement dans le sinus transverse au lieu de se rejoindre dans la ligne médiane à travers le système de drainage galénique. L'absence de la grande veine cérébrale est assez rare. Il est détecté dans la petite enfance et la plupart des patients décèdent pendant la période néonatale ou dans la petite enfance.

### Thrombose
La thrombose de la grande veine cérébrale est une forme d'accident vasculaire cérébral dû à un caillot sanguin dans la veine. Elle ne touche que 3 à 8 % des patients, majoritairement des femmes. Les patients peuvent présenter des problèmes de conscience, des maux de tête, des nausées, des défauts visuels, de la fatigue, des troubles des mouvements oculaires et des réflexes pupillaires, ou un coma. La thrombose de la veine cérébrale est souvent mortelle mais peut être survécue. Les facteurs de risque comprennent les contraceptifs oraux, la grossesse et la période post-partum.